# Biyouna
Baya Bouzar (tiếng Ả Rập: باية بوزار), được biết đến với nghệ danh Biyouna (بيونة) là một ca sĩ, vũ công, diễn viên người Algérie sinh vào ngày 13 tháng 9 năm 1952 tại Belcourt, hiện tại là Belouizdad, Algiers, Algérie.

## Thời thơ ấu
Có niềm đam mê sớm với âm nhạc, bà đã từng là thành viên của một vài ban nhạc: đầu tiên là trong nhóm của Fadhéla Dziria nơi bà từng chơi tambourine, sau đó bà từng dẫn dắt một nhóm nhạc khác cùng với Flifla, và sau đó là dẫn dắt do một mình bà khi bà là giọng ca chính của nhóm và sau đó được mời đi hát tại các đám cưới.
Ở tuổi 17, bà bắt đầu biểu diễn ở một vài quán rượu lớn nhất trong thành phố và 19 tuổi bà bắt đầu nhảy tại Copacabana.

## Sự nghiệp diễn xuất
Cùng năm đó, đạo diễn Mustapha Badie đã giao các phần hát cho bà trong vở kịch opera đầu tiên của ông La Grande Maison (1973), nơi bà đóng vai Fatma. Chương trình này được chuyển thể từ một cuốn tiểu thuyết của Mohamed Dib. Bà bắt đầu trở nên nổi tiếng nhờ vai diễn này.
Bà đã xuất hiện trong hai bộ phim của Algérie: Leila and the others, của Sid Ali Mazif năm 1978 và The Neighbor, của Ghaouti Bendedouche năm 2000. Bà cũng biểu diễn tại một số chương trình one-woman.

Năm 1999, Nadir Moknèche đã giao cho bà vai Meriem trong tác phẩm bà sản xuất tại Pháp Madame Osmane's Harem. Bộ phim này đã được thực hiện tiếp bởi Viva Laldjéri vào năm 2003.
Giữa năm 2002 và năm 2005, Biyouna đã thành công với một bộ ba tác phẩm dựa trên chủ đề Ramadan mang tên 'Nass Mlah City.
Bà đã xuất hiện trong bộ phim cuối cùng của Nadir Moknèche, Délice Paloma khi thủ vai chính là một mafia tên Madame Aldjeria. Năm 2006, bà vào vai Coryphée trong vở opera Elektra của Sophocles bên cạnh Jane Birkin trong một vở opera được đạo diễn bởi Philippe Calvaio. Năm 2007, bà có một vai nhỏ trong bộ phim Algérie Rendez-vous avec le destin.
Năm 2009, bà diễn La Celestina tại Vingtième Théâtre ở Paris. Vào tháng Ramadan năm 2010, Biyouna là một trong những ngôi sao trong một chương trình truyền hình sitcom trên Nessma TV, Nsibti Laaziza.

## Sự nghiệp âm nhạc
Cùng lúc, bà cũng tiếp tục sự nghiệp ca hát và vào năm 2001, tung ra album Raid Zone, được sản xuất cùng với nhạc sĩ John Bagnolett. Sau thành công của album này và sự góp mặt của cô trong vở Opéra de Casbah của Jérome Savary, bà mang lại một album khác có tên Blonde dans la casbah. Bà đã lên kế hoạch cho album vài lần trước. Biyouna đã dành thời gian của mình, cẩn thận lựa chọn một tiết mục Pháp-Algérie nhằm thể hiện cả hai nền văn hóa.
Bà sống với chồng và bốn đứa con ở ngoại ô Algiers..